# Tom Hopper (piłkarz)
Thomas Edward Hopper (ur. 14 grudnia 1993 w Bolton) – angielski piłkarz występujący na pozycji napastnika w Scunthorpe United.